# Vipsânia Agripina
Vipsânia Agripina (36 a.C. — 20) foi a primeira esposa do imperador romano Tibério.
Vipsânia era filha de Marco Vipsânio Agripa e de Cecília Ática, foi casada com o imperador Tibério e, depois, com Caio Asínio Galo Salonino. Caio Asínio Galo Salonino era filho de Caio Asínio Polião. Seu avô materno  foi o cavaleiro romano Tito Pompónio Ático. Júlio César Druso era filho de Vipsânia  e Tibério.
Morreu em 20 d.C.. O único dos filhos de Agripa, segundo Tácito, que morreu em paz, os demais morrendo pela espada, pelo veneno ou por fome.